# Côté Rangement
Côté Rangement, est une entreprise française d’ameublement et de fabrication de meubles sur mesure, spécialisée dans la conception et la vente de meuble sur mesure et proposant une large collection de dressings, bibliothèques, placards, bureaux ainsi que des portes coulissantes.
Créé en 1991, à Longjumeau dans l'Essonne (91) en région Parisienne, le groupe Côté Rangement est fabricant et distributeur de meubles, l’entreprise est détentrice des magasins et de la marque.
Les meubles Côté Rangement sont tous dessinés par des designers du groupe et tous les panneaux de bois vendus par Côté Rangement proviennent de la région des Vosges en France.

## Histoire
L’entreprise Côté Rangement a été créé en 1991. Originaire de l’Essonne, l'entreprise Côté Rangement doit l’essentiel de son développement au « mobilier contemporain ». Côté Rangement a crée un concept original de meuble, une nouvelle façon d’aménager la maison grâce à une collection de meuble sur mesure. Les membres fondateurs ont su créer un service et des produits innovants.

## Boutiques
Côté Rangement dispose d'un réseau de 5 boutiques, en France. 

## Organisation
Depuis 2022, l'entreprise développe aussi son propre réseau de magasins en France et à l'international. Les meubles Côté Rangement sont uniquement vendus dans leurs points de vente en propre et dans leurs magasins franchisés.